# エンホルツマブ ベドチン
エンホルツマブ ベドチン（Enfortumab vedotin）は、ネクチン-4を発現している癌の治療を目的とした抗体薬物複合体である。エンホルツマブはモノクローナル抗体部分、ベドチンは低分子毒素（MMAE）と結合部を指す。
主な副作用は、倦怠感、末梢神経障害（痺れ等）、食欲不振、発疹、脱毛、嘔気、味覚異常、下痢、ドライアイ、瘙痒、皮膚乾燥等である。
完全ヒト化抗体は、アステラス製薬の子会社であるAgensys社がアムジェン社のXenomiceを用いて作製したもので、抗体と毒素を結合させるリンカー技術は、シアトルジェネティクス社からライセンスを受けている。
厚生労働省は2021年5月に優先審査品目に指定し、2021年3月に承認申請されたものを2021年9月に製造承認した。

## 効能・効果
がん化学療法後に増悪した根治切除不能な尿路上皮癌

## 警告
中毒性表皮壊死融解症（TEN）、皮膚粘膜眼症候群（SJS）等の全身症状を伴う重度の皮膚障害が現れる事があり、死亡例もある。

## 副作用
重大な副作用として、
- 重度の皮膚障害

中毒性表皮壊死融解症、皮膚粘膜眼症候群
- 高血糖（6.4%）

糖尿病性ケトアシドーシスに至る虞れがある
- 末梢性ニューロパチー（46.3%）

末梢性感覚ニューロパチー（33.8%）、末梢性運動ニューロパチー（3.4%）、筋力低下（2.4%）、歩行障害（1.0%）等
- 骨髄抑制

好中球減少（16.6%）、貧血（11.5%）、白血球減少（6.1%）、血小板減少（4.1%）、リンパ球減少（3.0%）、発熱性好中球減少症（0.7%）等
- 感染症（14.5%）

肺炎、敗血症等
- 腎機能障害

急性腎障害（2.0%）等
- 間質性肺疾患（2.4%）

間質性肺疾患、肺臓炎（2.0%）等
が知られている。

## 作用機序
エンホルツマブ ベドチンは、タンパク質分解酵素で切断されるバリン-シトルリン(vc)マレイミドカプロイルリンカーを介して、低分子の微小管阻害薬モノメチルアウリスタチン E（MMAE）を結合させた抗 Nectin-4 完全ヒト型免疫グロブリン G1κモノクローナル抗体（mAb）である。本剤が細胞表面の標的分子Nectin-4に結合し、ADC-Nectin-4複合体を形成する。この複合体は、細胞内移行し、リソソームに輸送される。リソソームでvcリンカーがタンパク質分解酵素で切断されることにより、MMAEが放出される。細胞内に放出された MMAEはチューブリン重合を阻害し、G2/M期での細胞周期停止とアポトーシスを引き起こす。—パドセブ点滴静注用30mg インタビューフォーム

## 臨床試験
2016年に第I相臨床試験の結果が報告された。
エンホルツマブ ベドチンは、PD-1またはPD-L1阻害薬と白金製剤を含む化学療法の前治療を受けた局所進行性または転移性尿路上皮癌患者125名を対象とした臨床試験の結果に基づいて承認された。腫瘍が一定量縮小した患者の割合を示す全奏効率は44％で、完全奏効が12％、部分奏効が32％であった。奏効期間の中央値は7.6カ月であった。
日本では、日本での第I相臨床試験、海外の第I相臨床試験、国際共同第II相臨床試験、国際共同第III相臨床試験の結果に基づいて承認された:14。第III相臨床試験の結果は、主要評価項目である全生存期間の中央値については、エンホルツマブ ベドチン群（Ｅ群）：12.88ヶ月 対 化学療法群（C群）：8.97ヶ月であり、有意差が認められた:25-30。12ヶ月全生存率はＥ群：51.5% 対 C群：39.2%であった。

## 承認
2019年12月、米国でエンホルツマブ ベドチンが、プログラム細胞死受容体1（PD-1）またはプログラム細胞死リガンド1（PD-L1）阻害薬とプラチナを含む化学療法を受けた事のある局所進行性または転移性尿路上皮癌の成人患者の治療薬として承認された。米国食品医薬品局は、エンホルツマブ ベドチンの早期承認、優先審査指定、画期的治療薬指定申請を認可し、新薬承認した。
2021年7月、FDAはエンホルツマブ ベドチンを、プログラム細胞死受容体1（PD-1）またはプログラム細胞死リガンド（PD-L1）阻害剤とプラチナを含む化学療法を受けた事がある、またはシスプラチンを含む化学療法に不適格であり、過去に1つ以上の前治療を受けた事がある局所進行性または転移性尿路上皮癌の成人を対象に承認した。
日本では2021年3月に承認申請され、2021年5月に優先審査品目に指定され、4ヶ月後の2021年9月に承認された。

## 参考資料
1. ↑  “KEGG DRUG: エンホルツマブ ベドチン”. www.kegg.jp. 2021年12月11日閲覧。
2. ↑  “International Nonproprietary Names for Pharmaceutical Substances (INN). Proposed INN: List 109” (PDF). WHO Drug Information 27 (2). (2013).
3. ↑  Statement On A Nonproprietary Name Adopted By The USAN Council - Enfortumab Vedotin, American Medical Association.
4. 1 2  “Seattle-Genetics-Agensys-Affiliate-Astellas-Highlight-Promising”. www.businesswire.com. 2021年12月11日閲覧。
5. 1 2 3 4 5 6 7  "FDA approves new type of therapy to treat advanced urothelial cancer". U.S. Food and Drug Administration (FDA) (Press release). 18 December 2019. 2019年12月19日時点のオリジナルよりアーカイブ。2019年12月18日閲覧。  この記述には、アメリカ合衆国内でパブリックドメインとなっている記述を含む。
6. ↑  “Enfortumab Vedotin Antibody-Drug Conjugate Targeting Nectin-4 Is a Highly Potent Therapeutic Agent in Multiple Preclinical Cancer Models”. Cancer Research 76 (10):  3003–13. (May 2016). doi:10.1158/0008-5472.can-15-1313. PMID 27013195.
7. 1 2  “アステラス製薬、抗体-薬物複合体「エンホルツマブ ベドチン」の優先審査品目指定を発表”. 日本経済新聞 (2021年5月14日). 2021年12月11日閲覧。
8. 1 2  “アステラス　ADC・エンホルツマブ ベドチンを承認申請　治療歴ある進行・転移性尿路上皮がんで | ニュース | ミクスOnline”. www.mixonline.jp. 2021年12月11日閲覧。
9. 1 2  日経メディカル. “癌化学療法後に増悪した根治切除不能な尿路上皮癌を対象にエンホルツマブ ベドチンが承認”. 日経メディカル. 2021年12月11日閲覧。
10. 1 2 3  “パドセブ点滴静注用30mg 添付文書”. www.info.pmda.go.jp. 2021年12月11日閲覧。
11. 1 2 3  “パドセブ点滴静注用30mg インタビューフォーム”. www.info.pmda.go.jp. 2021年12月11日閲覧。
12. 1 2  “Drug Trials Snapshots: Padcev”. U.S. Food and Drug Administration (FDA) (2019年12月13日). 2020年1月24日閲覧。  この記述には、アメリカ合衆国内でパブリックドメインとなっている記述を含む。
13. ↑  “FDA grants regular approval to enfortumab vedotin-ejfv for locally adv”. U.S. Food and Drug Administration (FDA) (2021年7月9日). 2021年7月9日閲覧。  この記述には、アメリカ合衆国内でパブリックドメインとなっている記述を含む。